# Hit Me Hard and Soft: The Tour
Hit Me Hard and Soft: The Tour ist die derzeit laufende siebte große Konzerttour der US-amerikanischen Sängerin und Songwriterin Billie Eilish. Sie dient zur Promotion ihres dritten Studioalbums Hit Me Hard and Soft (2024). Die Tour wurde am 29. April 2024 angekündigt und begann am 29. September desselben Jahres im Videotron Centre in Québec, Kanada. Das Finale ist für den 23. November 2025 im Chase Center in San Francisco geplant. Als Voracts begleiten sie unter anderem Nat & Alex Wolff, Towa Bird, The Marías, Ashnikko, Finneas, Tom Odell, Lola Young, Syd und Magdalena Bay.

## Hintergrund
Am 8. April 2024 kündigte Billie Eilish die Veröffentlichung ihres dritten Studioalbums Hit Me Hard and Soft an. Nur wenige Wochen später, am 29. April, veröffentlichte sie die Termine für die dazugehörige Welttournee. Begleitet wurde die Ankündigung von einem offiziellen Tourtrailer auf ihrem YouTube-Kanal, der aus Clips früherer Konzertauftritte und einem kurzen Ausschnitts des Songs „Lunch“ bestand – ein Titel, den sie zuvor bereits beim Coachella Festival angedeutet hatte. Zunächst wurden 81 Shows in Nordamerika, Ozeanien und Europa bestätigt. Am 30. September folgte die Ankündigung von zwei zusätzlichen Konzerten in Inglewood, die am 20. und 21. Dezember 2024 im Kia Forum stattfinden sollen. Damit erhöht sich die Anzahl der Shows an diesem Veranstaltungsort auf insgesamt fünf.
Am 19. Mai 2025 gab Billie Eilish schließlich zwei Konzerte in Japan sowie einen zweiten Tourabschnitt in Nordamerika bekannt.

## Ticketverkauf
Der Vorverkauf für die Tour erfolgte über Ticketmaster und startete am 30. April 2024 mit einer exklusiven Presale-Phase für American-Express-Karteninhaber. Im Laufe der Woche folgten weitere Vorverkaufsphasen, bevor der reguläre Ticketverkauf schließlich am 3. Mai begann.
Um dem Weiterverkauf von Tickets zu überhöhten Preisen entgegenzuwirken, nutzte Eilish die "Face Value Exchange" von Ticketmaster. Dieses System erlaubt es Fans, ihre Tickets ausschließlich zum Originalpreis weiterzuverkaufen. Zudem wurden die Tickets ausschließlich mobil verfügbar gemacht und konnten nicht übertragen werden. Um einen fairen Zugang für alle Käufer zu gewährleisten, wurde die Auslieferung der Tickets außerdem auf zwei Wochen vor dem jeweiligen Konzerttermin verschoben.

## Rezeption
Die Tournee erhielt überwiegend begeisterte Kritiken. Linsay Zoladz von der New York Times lobte Eilishs Fähigkeit, die Intimität ihrer Songs auch auf große Arena-Bühnen zu übertragen. Besonders beeindruckte sie, wie Billie scheinbar mühelos akustische Stücke in kraftvolle Arena-Balladen verwandelte und dabei mit ihrem Publikum wie mit einem fein gestimmten Instrument spielte. Melissa Ruggieri von USA Today hob Billies Authentizität hervor und betonte, dass es bei ihr keine Künstlichkeit gebe – ihre aufrichtige Verbindung zu den Fans sei spürbar. Besonders ergreifend sei ihr Versprechen am Ende der Show gewesen: „Ich werde euch immer wertschätzen … ich werde immer für euch kämpfen.“
Für „The Guardian“ schrieb Rob LeDonne, Billie sei eine „Meisterin der verspielten Selbstsicherheit“, ein Wesenszug, der während der gesamten Performance zur Geltung komme. Kyle Denis von Billboard hob hervor, dass Eilish während des Konzerts mehrere Instrumente spiele – darunter Klavier, akustische und elektrische Gitarre – und so ihr musikalische Vielseitigkeit unter Beweis stelle. Ihre vielen Talente seien bekannt, aber sie in einer einzigen Show zu erleben, verliere nie an Wirkung.
Chris Willman von Variety nannte Billie ein „besonderes Geschenk für die Popwelt“ und lobte vor allem ihre starken Gesangsleistungen, die sie zu einer der besten Popstimmen der Gegenwart machten. Brendan Hay von „Spin“ beschrieb das Konzert als eine Mischung aus treibenden Beats und sanften Vocals, die eine Atmosphäre erschaffe, die man nur als „großartig intim“ bezeichnen könne. Auch Anthony D'Alessandro von „Deadline“ lobte die Show für zahlreiche herausragende Momente. Besonders eindrucksvoll sei, wie Billie die ruhigen, introspektiven Songs ihres Albums Hit Me Hard and Soft live mit voller Energie auflade – ganz im Sinne von „Volume 11“, wie es in Spinal Tap heißt.
Nui Te Koha von der australischen „Herald Sun“ schrieb, Eilish habe mit ihrer Show den Begriff eines spektakulären Aren-Konzertes neu definiert. Die Performance sei eine nonstop multisensorische Erlebnisreise gewesen. Er bezeichnete sie als „Sängerin ihrer Generation“, eine natürliche Performerin, die sich spürbar für ihre Fans einsetze. Trotz aller Technik und Showeffekte bleibe der Kern erhalten: die emotionale Tiefe und Authentizität einer Singer-Songwriterin, die in ihrem Schlafzimmer weltbewegende Popmusik erschaffen habe.

## Kommerzieller Erfolg
In Sydney stellte die Tour einen neuen Besucherrekord für eine Einzelveranstaltung in der Qudos Bank Arena auf – ein Rekord, der zuvor 18 Jahre lang von Justin Timberlake mit seiner FutureSex/LoveShow gehalten wurde. Am 28. Februar 2025 kamen 21.001 Zuschauer zu Eilishs Konzert und übertrafen damit den bisherigen Rekord von 20.839 Besuchern, den Timberlake am 13. November 2007 aufgestellt hatte. Insgesamt durchbrachen drei der vier Shows in Sydney den bisherigen Besucherhöchststand der Arena.

## Auszeichnungen
| Jahr | Award                    | Kategorie                  | Ergebnis   | Ref.   |
| ---- | ------------------------ | -------------------------- | ---------- | ------ |
| 2025 | iHeartRadio Music Awards | Favorite Tour Style        | Nominiert  | [ 14 ] |
| 2025 | iHeartRadio Music Awards | Favorite Tour Photographer | Nominiert  | [ 14 ] |
| 2025 | Pollstar Awards          | Pop Tour of the Year       | Gewonnen   | [ 15 ] |
| 2025 | American Music Awards    | Favorite Touring Artist    | Ausstehend | [ 16 ] |

## Setlist
Diese Setlist stammt vom Konzert am 29. September 2024 in Québec City. Sie entspricht nicht zwangsläufig der Songauswahl bei allen Konzerten der Tour.
1. "Chihiro"
2. "Lunch"
3. "NDA"
4. "Therefore I Am"
5. "Wildflower"
6. "When the Party's Over"
7. "The Diner"
8. "Ilomilo"
9. "Bad Guy"
10. "The Greatest"
11. "Male Fantasy"
12. "Skinny"
13. "TV"
14. "Bury a Friend"
15. "Oxytocin"
16. "You Should See Me in a Crown"
17. "Guess"
18. "Everything I Wanted"
19. "Blue"
20. "Lovely" / "Idontwannabeyouanymore" / "Ocean Eyes"
21. "L'Amour de Ma Ve" / "Over Now" (extended edit)
22. "What Was I Made For?"
23. "Happier Than Ever"
24. "Birds of a Feather"

### Bemerkungen
- Ab dem Konzert in Boston wurde You Should See Me in a Crown aus der Setlist gestrichen.[17]
- Beim letzten Konzert in New York wurde Male Fantasy durch I Love You ersetzt.[18]
- Ab dem Konzert in Nashville ersetzte Your Power den Song Male Fantasy. Außerdem spielte Eilish statt Skinny ein Cover von Yesterday von den Beatles.[19]
- Beim zweiten Konzert in Chicago entfiel der erste Teil von L'Amour De Ma Vie.
- Ab dem zweiten Konzert in Seattle wurde My Future neu in die Setlist aufgenommen, dafür entfiel Idontwannabeyouanymore.[20]
- Ab dem ersten Konzert in San Jose wurde My Future wieder entfernt.[21]
- Beim ersten Konzert in Inglewood spielte Eilish ein Cover von I'll Be Home for Christmas.[22]
- Beim zweiten Konzert in Inglewood sang sie Idontwannabeyouanymore und Bored und coverte Have Yourself a Merry Little Christmas.[23]
- Beim dritten Konzert in Inglewood holte Eilish Charli XCX auf die Bühne für ein gemeinsames Duett von "Guess". Zudem sang sie "I Love You" anstelle von "Your Power" und coverte "Silver Bells".[24]
- Beim vierten Konzert in Inglewood ersetzte "I Love You" erneut "Your Power", und sie coverte "Silent Night".[25]
- Beim fünften Konzert in Inglewood sang sie wieder "Idontwannabeyouanymore" und "Bored" sowie ein Cover von "O Holy Night".[26]
- Ab dem ersten Konzert in Brisbane sang Eilish den zweiten Teil von Blue direkt nach Lovely.[27]
- Beim zweiten Konzert in Stockholm trat Finneas gemeinsam mit Eilish auf, beide sangen I Love You im Duett.
- Bei den ersten beiden Konzerten in Amsterdam coverte Eilish "Creep" von Radiohead. Beim ersten dieser beiden Abende sang sie zusätzlich Idontwannabeyouanymore nach Lovely.[28]
- Beim Konzert in Berlin coverte Eilish Fix You von Coldplay.[29]
- Beim zweiten Konzert in Köln sang Billie Eilish erstmals seit Langem wieder Halley's Comet und ersetzte damit TV.
- Während dem Konzert in Prag coverte Billie Eilish Somewhere Only We Know von Keane.

## Tourdaten
| Datum (2024)  | Stadt                      | Land               | Arena                 | Voract           | Zuschauerzahl   | Einnahmen  |
| ------------- | -------------------------- | ------------------ | --------------------- | ---------------- | --------------- | ---------- |
| 29. September | Quebec City                | Kanada             | Videotron Centre      | Nat & Alex Wolff | 17.931 / 17.931 | $2.475.992 |
| 1. Oktober    | Toronto                    | Kanada             | Scotiabank Arena      | Nat & Alex Wolff | —               | —          |
| 2. Oktober    | Toronto                    | Kanada             | Scotiabank Arena      | Nat & Alex Wolff | —               | —          |
| 4. Oktober    | Baltimore                  | Vereinigte Staaten | CFG Bank Arena        | Nat & Alex Wolff | —               | —          |
| 5. Oktober    | Philadelphia               | Vereinigte Staaten | Wells Fargo Center    | Nat & Alex Wolff | 18.236 / 18.236 | $3.376.805 |
| 7. Oktober    | Detroit                    | Vereinigte Staaten | Little Caesars Arena  | Nat & Alex Wolff | —               | —          |
| 9. Oktober    | Newark bei New York City   | Vereinigte Staaten | Prudential Center     | Nat & Alex Wolff | 17.106 / 17.106 | $3.094.655 |
| 11. Oktober   | Boston                     | Vereinigte Staaten | TD Garden             | Nat & Alex Wolff | 16.057 / 16.057 | $2.907.737 |
| 13. Oktober   | Pittsburgh                 | Vereinigte Staaten | PPG Paints Arena      | Nat & Alex Wolff | —               | —          |
| 16. Oktober   | New York City              | Vereinigte Staaten | Madison Square Garden | Nat & Alex Wolff | 54.866 / 54.866 | $9.498.638 |
| 17. Oktober   | New York City              | Vereinigte Staaten | Madison Square Garden | Nat & Alex Wolff | 54.866 / 54.866 | $9.498.638 |
| 18. Oktober   | New York City              | Vereinigte Staaten | Madison Square Garden | Nat & Alex Wolff | 54.866 / 54.866 | $9.498.638 |
| 2. November   | Atlanta                    | Vereinigte Staaten | State Farm Arena      | Towa Bird        | —               | —          |
| 3. November   | Atlanta                    | Vereinigte Staaten | State Farm Arena      | Towa Bird        | —               | —          |
| 6. November   | Nashville                  | Vereinigte Staaten | Bridgestone Arena     | Towa Bird        | —               | —          |
| 8. November   | Cincinnati                 | Vereinigte Staaten | Heritage Bank Center  | Towa Bird        | —               | —          |
| 10. November  | Saint Paul bei Minneapolis | Vereinigte Staaten | Xcel Energy Center    | Towa Bird        | 35.547 / 35.547 | $5.888.989 |
| 11. November  | Saint Paul bei Minneapolis | Vereinigte Staaten | Xcel Energy Center    | Towa Bird        | 35.547 / 35.547 | $5.888.989 |
| 13. November  | Chicago                    | Vereinigte Staaten | United Center         | Nat & Alex Wolff | —               | —          |
| 14. November  | Chicago                    | Vereinigte Staaten | United Center         | Nat & Alex Wolff | —               | —          |
| 16. November  | Kansas City                | Vereinigte Staaten | T-Mobile Center       | Nat & Alex Wolff | —               | —          |
| 17. November  | Omaha                      | Vereinigte Staaten | CHI Health Center     | Nat & Alex Wolff | —               | —          |
| 19. November  | Denver                     | Vereinigte Staaten | Ball Arena            | Nat & Alex Wolff | —               | —          |
| 20. November  | Denver                     | Vereinigte Staaten | Ball Arena            | Nat & Alex Wolff | —               | —          |
| 3. Dezember   | Vancouver                  | Kanada             | Rogers Arena          | The Marías       | —               | —          |
| 5. Dezember   | Seattle                    | Vereinigte Staaten | Climate Pledge Arena  | The Marías       | 32.402 / 32.402 | $5.736.051 |
| 6. Dezember   | Seattle                    | Vereinigte Staaten | Climate Pledge Arena  | The Marías       | 32.402 / 32.402 | $5.736.051 |
| 8. Dezember   | Portland                   | Vereinigte Staaten | Moda Center           | The Marías       | —               | —          |
| 10. Dezember  | San Jose bei San Francisco | Vereinigte Staaten | SAP Center            | The Marías       | —               | —          |
| 11. Dezember  | San Jose bei San Francisco | Vereinigte Staaten | SAP Center            | The Marías       | —               | —          |
| 13. Dezember  | Glendale bei Phoenix       | Vereinigte Staaten | Desert Diamond Arena  | The Marías       | —               | —          |
| 15. Dezember  | Inglewood bei Los Angeles  | Vereinigte Staaten | Kia Forum             | The Marías       | —               | —          |
| 16. Dezember  | Inglewood bei Los Angeles  | Vereinigte Staaten | Kia Forum             | Towa Bird        | —               | —          |
| 17. Dezember  | Inglewood bei Los Angeles  | Vereinigte Staaten | Kia Forum             | Nat & Alex Wolff | —               | —          |
| 20. Dezember  | Inglewood bei Los Angeles  | Vereinigte Staaten | Kia Forum             | Ashnikko         | —               | —          |
| 21. Dezember  | Inglewood bei Los Angeles  | Vereinigte Staaten | Kia Forum             | Finneas          | —               | —          |

| Datum (2025) | Stadt                           | Land                   | Arena                         | Voracts       | Zuschauerzahl             | Einnahmen   |
| ------------ | ------------------------------- | ---------------------- | ----------------------------- | ------------- | ------------------------- | ----------- |
| 18. Februar  | Brisbane                        | Australien             | Brisbane Entertainment Centre | Ashnikko      | —                         | —           |
| 19. Februar  | Brisbane                        | Australien             | Brisbane Entertainment Centre | Ashnikko      | —                         | —           |
| 21. Februar  | Brisbane                        | Australien             | Brisbane Entertainment Centre | Ashnikko      | —                         | —           |
| 22. Februar  | Brisbane                        | Australien             | Brisbane Entertainment Centre | Ashnikko      | —                         | —           |
| 24. Februar  | Sydney                          | Australien             | Qudos Bank Arena              | Ashnikko      | 79.314 / 79.314           | $9.644.744  |
| 25. Februar  | Sydney                          | Australien             | Qudos Bank Arena              | Ashnikko      | 79.314 / 79.314           | $9.644.744  |
| 27. Februar  | Sydney                          | Australien             | Qudos Bank Arena              | Ashnikko      | 79.314 / 79.314           | $9.644.744  |
| 28. Februar  | Sydney                          | Australien             | Qudos Bank Arena              | Ashnikko      | 79.314 / 79.314           | $9.644.744  |
| 4. März      | Melbourne                       | Australien             | Rod Laver Arena               | Ashnikko      | —                         | —           |
| 5. März      | Melbourne                       | Australien             | Rod Laver Arena               | Ashnikko      | —                         | —           |
| 7. März      | Melbourne                       | Australien             | Rod Laver Arena               | Ashnikko      | —                         | —           |
| 8. März      | Melbourne                       | Australien             | Rod Laver Arena               | Ashnikko      | —                         | —           |
| 23. April    | Stockholm                       | Schweden               | Avicii Arena                  | Tom Odell     | —                         | —           |
| 24. April    | Stockholm                       | Schweden               | Avicii Arena                  | Tom Odell     | —                         | —           |
| 26. April    | Bærum bei Oslo                  | Norwegen               | Unity Arena                   | Tom Odell     | —                         | —           |
| 28. April    | Kopenhagen                      | Dänemark               | Royal Arena                   | Tom Odell     | —                         | —           |
| 29. April    | Kopenhagen                      | Dänemark               | Royal Arena                   | Tom Odell     | —                         | —           |
| 2. Mai       | Hannover                        | Deutschland            | ZAG-Arena                     | Tom Odell     | —                         | —           |
| 4. Mai       | Amsterdam                       | Niederlande            | Ziggo Dome                    | Tom Odell     | —                         | —           |
| 5. Mai       | Amsterdam                       | Niederlande            | Ziggo Dome                    | Tom Odell     | —                         | —           |
| 7. Mai       | Amsterdam                       | Niederlande            | Ziggo Dome                    | Tom Odell     | —                         | —           |
| 9. Mai       | Berlin                          | Deutschland            | Uber Arena                    | Tom Odell     | —                         | —           |
| 29. Mai      | Köln                            | Deutschland            | Lanxess Arena                 | Tom Odell     | —                         | —           |
| 30. Mai      | Köln                            | Deutschland            | Lanxess Arena                 | Tom Odell     | —                         | —           |
| 1. Juni      | Prag                            | Tschechien             | O2 Arena                      | Tom Odell     | —                         | —           |
| 3. Juni      | Krakau                          | Polen                  | Tauron Arena                  | Tom Odell     | —                         | —           |
| 4. Juni      | Krakau                          | Polen                  | Tauron Arena                  | Tom Odell     | —                         | —           |
| 6. Juni      | Wien                            | Österreich             | Wiener Stadthalle             | Tom Odell     | —                         | —           |
| 8. Juni      | Casalecchio di Reno bei Bologna | Italien                | Unipol Arena                  | Tom Odell     | —                         | —           |
| 10. Juni     | Paris                           | Frankreich             | Accor Arena                   | Lola Young    | —                         | —           |
| 11. Juni     | Paris                           | Frankreich             | Accor Arena                   | Lola Young    | —                         | —           |
| 14. Juni     | Barcelona                       | Spanien                | Palau Sant Jordi              | Tom Odell     | —                         | —           |
| 15. Juni     | Barcelona                       | Spanien                | Palau Sant Jordi              | Tom Odell     | —                         | —           |
| 7. Juli      | Glasgow                         | Vereinigtes Königreich | OVO Hydro                     | Syd           | —                         | —           |
| 8. Juli      | Glasgow                         | Vereinigtes Königreich | OVO Hydro                     | Syd           | —                         | —           |
| 10. Juli     | London                          | Vereinigtes Königreich | The O2 Arena                  | Syd           | —                         | —           |
| 11. Juli     | London                          | Vereinigtes Königreich | The O2 Arena                  | Syd           | —                         | —           |
| 13. Juli     | London                          | Vereinigtes Königreich | The O2 Arena                  | Syd           | —                         | —           |
| 14. Juli     | London                          | Vereinigtes Königreich | The O2 Arena                  | Magdalena Bay | —                         | —           |
| 16. Juli     | London                          | Vereinigtes Königreich | The O2 Arena                  | Magdalena Bay | —                         | —           |
| 17. Juli     | London                          | Vereinigtes Königreich | The O2 Arena                  | Magdalena Bay | —                         | —           |
| 19. Juli     | Manchester                      | Vereinigtes Königreich | Co-op Live                    | Syd           | —                         | —           |
| 20. Juli     | Manchester                      | Vereinigtes Königreich | Co-op Live                    | Syd           | —                         | —           |
| 22. Juli     | Manchester                      | Vereinigtes Königreich | Co-op Live                    | Syd           | —                         | —           |
| 23. Juli     | Manchester                      | Vereinigtes Königreich | Co-op Live                    | Syd           | —                         | —           |
| 26. Juli     | Dublin                          | Irland                 | 3Arena                        | Syd           | —                         | —           |
| 27. Juli     | Dublin                          | Irland                 | 3Arena                        | Syd           | —                         | —           |
| 16. August   | Saitama bei Tokio               | Japan                  | Saitama Super Arena           | —             | —                         | —           |
| 17. August   | Saitama bei Tokio               | Japan                  | Saitama Super Arena           | —             | —                         | —           |
| 9. Oktober   | Miami                           | Vereinigte Staaten     | Kaseya Center                 | —             | —                         | —           |
| 11. Oktober  | Miami                           | Vereinigte Staaten     | Kaseya Center                 | —             | —                         | —           |
| 12. Oktober  | Miami                           | Vereinigte Staaten     | Kaseya Center                 | —             | —                         | —           |
| 14. Oktober  | Orlando                         | Vereinigte Staaten     | Kia Center                    | —             | —                         | —           |
| 16. Oktober  | Raleigh                         | Vereinigte Staaten     | Lenovo Center                 | —             | —                         | —           |
| 17. Oktober  | Raleigh                         | Vereinigte Staaten     | Lenovo Center                 | —             | —                         | —           |
| 19. Oktober  | Charlotte                       | Vereinigte Staaten     | Spectrum Center               | —             | —                         | —           |
| 20. Oktober  | Charlotte                       | Vereinigte Staaten     | Spectrum Center               | —             | —                         | —           |
| 23. Oktober  | Philadelphia                    | Vereinigte Staaten     | Xfinity Mobile Arena          | —             | —                         | —           |
| 25. Oktober  | Elmont bei New York City        | Vereinigte Staaten     | UBS Arena                     | —             | —                         | —           |
| 26. Oktober  | Elmont bei New York City        | Vereinigte Staaten     | UBS Arena                     | —             | —                         | —           |
| 7. November  | New Orleans                     | Vereinigte Staaten     | Smoothie King Center          | —             | —                         | —           |
| 8. November  | New Orleans                     | Vereinigte Staaten     | Smoothie King Center          | —             | —                         | —           |
| 10. November | Tulsa                           | Vereinigte Staaten     | BOK Center                    | —             | —                         | —           |
| 11. November | Tulsa                           | Vereinigte Staaten     | BOK Center                    | —             | —                         | —           |
| 13. November | Austin                          | Vereinigte Staaten     | Moody Center                  | —             | —                         | —           |
| 14. November | Austin                          | Vereinigte Staaten     | Moody Center                  | —             | —                         | —           |
| 18. November | Phoenix                         | Vereinigte Staaten     | PHX Arena                     | —             | —                         | —           |
| 19. November | Phoenix                         | Vereinigte Staaten     | PHX Arena                     | —             | —                         | —           |
| 22. November | San Francisco                   | Vereinigte Staaten     | Chase Center                  | —             | —                         | —           |
| 23. November | San Francisco                   |                        | Chase Center                  |               | —                         | —           |
| Insgesamt    | Insgesamt                       | Insgesamt              | Insgesamt                     | Insgesamt     | 271.459 / 271.459 (100 %) | $42.623.611 |